# Râul Bobeșu
Râul Bobeșu este un curs de apă, afluent al Râului Foltea. 